# Стогодишња сијалица
Стогодишња сијалица (или Стогодишње светло) је назив за инкандесцентну сијалицу са најдужим животним роком на свету, која се налази на адреси 4550 Источна Авенија у ватрогасној станици у Ливермору у Калифорнији. У ватрогасној станици кажу да је сијалица старија од 110 година и да је била искључиивана само неколико пута од када је у употреби. Због свог животног века, ова сијалица се налази у Гинисовој књизи рекорда од 1972. године.

## Историја
Ова сијалица је направљена крајем деветнаестог века у Шелбију у Охају. Сијалица има снагу од 4 вата. Ова сијалица је поклоњена ватрогасној станици 1901. године и од тада се налазила на 4 локације.

## Препознатљивост
Због свог века трајања сијалица је била тема у многим телевизијским и радио програмима и новинским чланцима. Неке телевизијске станице су посветиле документарце овој сијалици.

## Наводи
1. ↑  „Knowledge Post: The world's longest lasting light bulb is at least 110 years old and is still glowing.”. Приступљено 1. 9. 2013.
2. ↑  „Longest burning light bulb, Longest burning light bulb”. Приступљено 1. 9. 2013.
3. ↑  „Natarajamani: Centennial Light - May be one for India???”. Приступљено 1. 9. 2013.
4. ↑  „Business Centennial Light - China Portable Digital TV - Electronic Cigarette - Amazines.com Article Search Engine”. Приступљено 1. 9. 2013.